# William Bickford
Pour les articles homonymes, voir Bickford.
William Bickford (1774 à Ashburton dans le Devon - 1834) est l'inventeur de la mèche de sûreté pour mines, à laquelle il a d'ailleurs donné son nom, car on nomme communément cette mèche le cordeau (ou cordon) Bickford. 
À ne pas confondre avec les cordeaux détonants, formés autrefois d'une âme de TNT sous gaine de plomb, et actuellement de PETN ou de RDX, seul ou avec des adjuvants variés, sous gaine textile plastifiée, et dont la vitesse de détonation est de l'ordre de 6 à 8 km/s. La mèche Bickford transmet une flamme, le cordeau détonant une détonation.